# Scoriodyta virginella
Scoriodyta virginella är en fjärilsart som beskrevs av Peter Hättenschwiler 1989. Scoriodyta virginella ingår i släktet Scoriodyta och familjen säckspinnare. Inga underarter finns listade.